# Нури паша (квартал)
„Нури паша“ (на турски: Nuripaşa) е квартал на Истанбул, разположен в околия Зейтинбурну. Общата му площ е 0,34 км2. Според данни на Адресната система за регистриране на населението (ABPRS) към 2023 г. населението на „Нури паша“ е 26 814 жители.